# Halle Open 2003
L'Halle Open 2003 è stato un torneo di tennis giocato sull'erba.
È stata l'11ª edizione dell'Halle Open,
che faceva parte della categoria International Series nell'ambito dell'ATP Tour 2003.
Si è giocato al Gerry Weber Stadion di Halle in Germania, dal 9 al 15 giugno 2003.

## Campioni

### Singolare
Roger Federer ha battuto in finale  Nicolas Kiefer con il punteggio di 6–1, 6–3

### Doppio
Jonas Björkman /  Todd Woodbridge hanno battuto in finale  Martin Damm /  Cyril Suk con il punteggio di 6–3, 6–4